# What I Did for Love (chanson de David Guetta)
 (septembre 2020).
Singles de David Guetta
Dangerous
(2014) Hey Mama
(2015)
Singles par Emeli Sandé
Free
(2013)
What I Did for Love est une chanson du DJ et producteur français David Guetta issue de son sixième album Listen. Interprétée par la chanteuse écossaise Emeli Sandé, écrite par David Guetta, Giorgio Tuinfort, Breyan Stanley Isaac, Jason Evigan, Sam Martin, Sean Douglas et produite par Guetta et Tuinfort, la chanson est sortie en single le 12 janvier 2015.